# San Pietro (ilha)
A ilha de San Pietro (em italiano:  Isola di San Pietro, lígure Tabarchino: Uiza de San Pé, sardo: Isula 'e Sàntu Pèdru) é uma ilha a cerca de 7 km a sudoeste da Sardenha, Itália, frente à península Sulcis. Tem 51 km2 de área e é a sexta maior ilha da Itália, em extensão. Tem cerca de 6000 habitantes, sobretudo residentes em Carloforte, a única comune da ilha. Pertence à província da Sardenha do Sul.
A ilha tem transporte regular por ferry, com ligação a Portovesme e a Calasetta. A cidade de Carloforte, por estar localizada numa posição abrigada na costa oriental, não é muito afetada pelas tempestadas de inverno. O porto de Carloforte, muit obem equipado, com instalações para desporto e recreio, é vasto, confortável e bem protegido. 
No quadro da Rede Natura 2000, desde julho de 2006 que a zona está protegida sob o nome de «Isola di San Pietro», abrangendo a proteção cerca de 92,74 km2 e colocando a ilha nos sítios de importância comunitária como principal habitat de dunas e pinhais.

## Geografía
A ilha é de origem vulcânica. Os 18 km das suas costas são quase sempre rochosos, com a parte ocidental e norte a incluir grutas naturais e portos com pequenas praias intercaladas. A costa oriental é mais baixa e arenosa.
Na ilha não há rios ou cursos de água, mas tem pântanos. O interior é montanhoso.
A vegetação é a típica da costa mediterránica, con Cistus, lentisco, medronheiro, Juniperus, pinheiro-bravo e azinheira.
O clima da ilha é temperado-quente. O clima no inverno é fresco e húmido, mas no verão é muito quente e ensolarado. Os ventos dominantes são o mistral no noroeste e o sirocco no sudeste. A média de precipitação anual é de 400 mm em 85 dias, relativamente fraca.

## Imagens

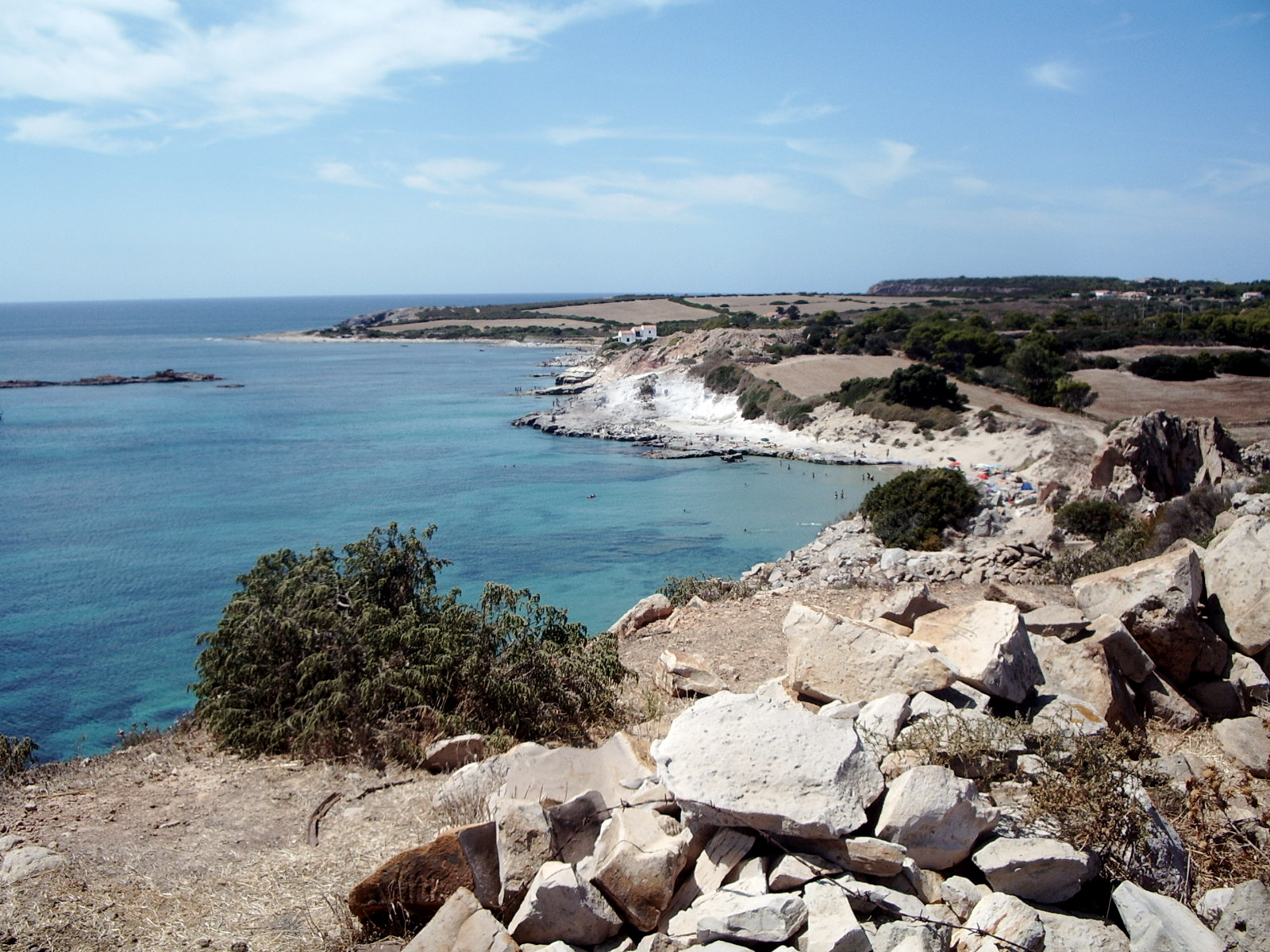
A praia da costa sul da ilha.
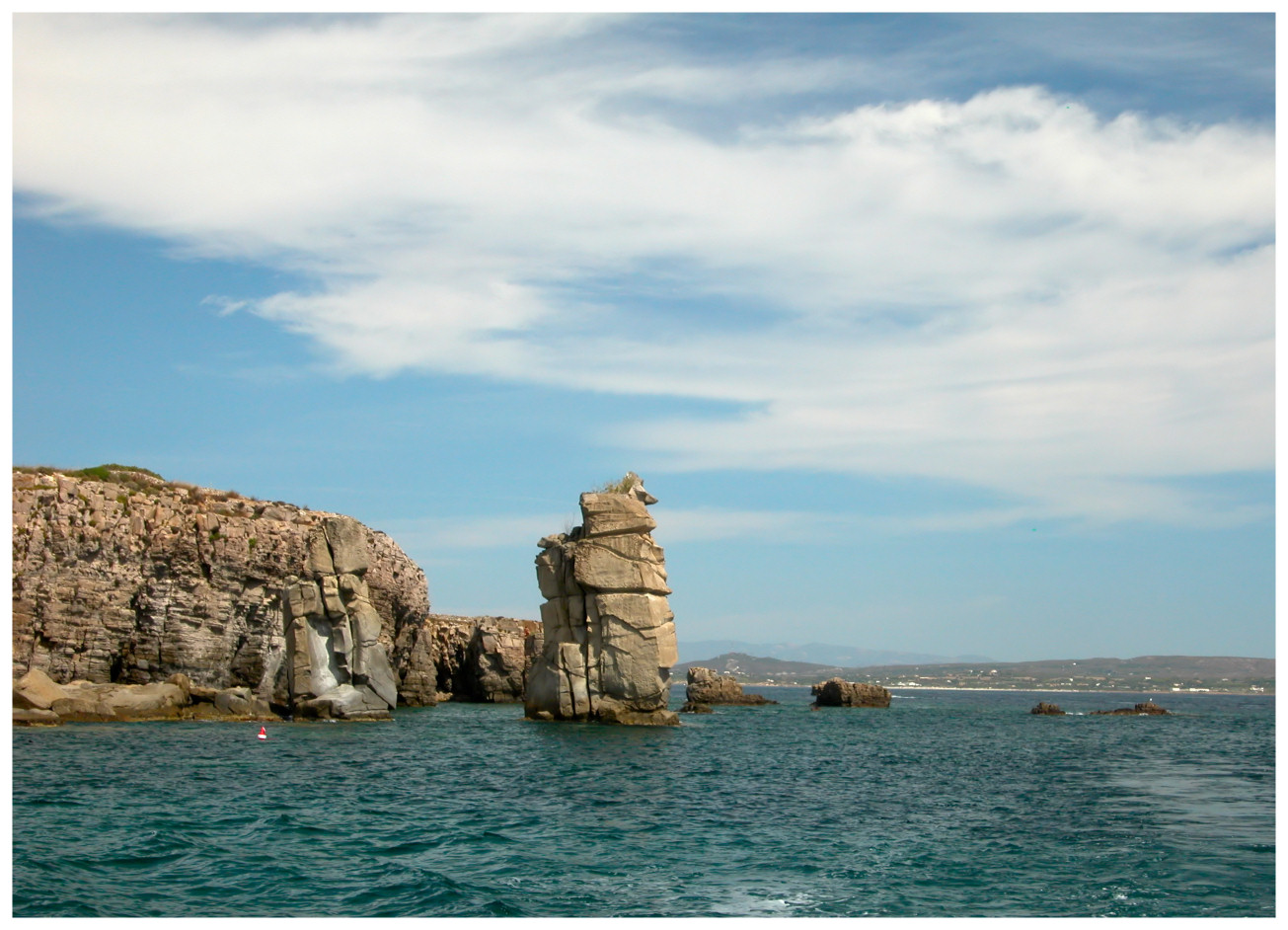
As chamadas "Colunas de Carloforte".